# Imagination (álbum)
Imagination es el cuarto álbum de estudio del músico estadounidense Brian Wilson, publicado por la compañía discográfica Giant Records en junio de 1998.
El álbum incluyó dos versiones de canciones de The Beach Boys compuestas por Wilson: «Keep an Eye on Summer» y «Let Him Run Wild». Además, «She Says That She Needs Me» fue resultado de una reescritura de la letra de «Sandy She Needs Me», una canción que Wilson compuso en 1965 y reescrita por Carole Bayer Sager. Por otra parte, «Happy Days» incluyó elementos reciclados de «My Solution», una canción de The Beach Boys inédita de 1970. Gran parte del resto de canciones de Imagination fueron compuestas entre Wilson y su colaborador Joe Thomas.

## Publicación
Para promocionar la publicación de Imagination, Wilson grabó un concierto para la cadena de televisión VH1 en el auditorio St. Charles East High School de St. Charles (Illinois). El concierto contó con invitados como Christopher Cross, Bruce Johnston, y los miembros de Eagles Joe Walsh, Timothy B. Schmit y Steve Dahl. El concierto, con entrevistas a Elvis Costello, Eric Clapton, Sean Lennon, Stevie Wonder y Jimmy Buffett como contenido extra, fue publicado en VHS en 1998 y en DVD un año después. «Your Imagination» y «Lay Down Burden» fueron emitidas como videos musicales en VH1, con el sonido del álbum superpuesto al video del concierto.
Wilson dedicó Imagination a su hermano Carl Wilson, que murió de cáncer durante las grabaciones del álbum, pues Brian le dedicó la canción Lay Down Burden a su hermano fallecido. Además, Imagination fue promocionado con una gira posterior que comenzó en el programa de televisión Late Show with David Letterman el 14 de agosto de 1998.
A pesar de la promoción y de recibir críticas generalmente favorables de la prensa musical, Imagination tuvo una presencia débil en las listas de los discos más vendidos. En los Estados Unidos, el álbum alcanzó el puesto 88 de la lista Billboard 200, mientras que en el Reino Unido llegó al puesto treinta de la lista UK Albums Chart.

## Lista de canciones
| N.º | Título                       | Escritor(es)                                    | Duración |  |
| 1.  | «Your Imagination»           | Brian Wilson, Joe Thomas, Steve Dahl            | 3:38     |  |
| 2.  | «She Says That She Needs Me» | Brian Wilson, Russ Titelman, Carole Bayer Sager | 3:59     |  |
| 3.  | «South American»             | Brian Wilson, Joe Thomas, Jimmy Buffett         | 3:44     |  |
| 4.  | «Where Has Love Been?»       | Brian Wilson, Andy Paley, J.D. Souther          | 2:17     |  |
| 5.  | «Keep an Eye on Summer»      | Brian Wilson, Bob Norberg                       | 2:48     |  |
| 6.  | «Dream Angel»                | Brian Wilson, Joe Thomas, Jim Peterik           | 3:21     |  |
| 7.  | «Cry»                        | Brian Wilson                                    | 4:56     |  |
| 8.  | «Lay Down Burden»            | Brian Wilson, Joe Thomas                        | 3:44     |  |
| 9.  | «Let Him Run Wild»           | Brian Wilson, Mike Love                         | 2:29     |  |
| 10. | «Sunshine»                   | Brian Wilson, Joe Thomas                        | 3:20     |  |
| 11. | «Happy Days»                 | Brian Wilson                                    | 3:20     |  |

## Personal
Brian Wilson: voz, piano, teclados, órgnao y batería
Músicos
| - Eddie Bayers: batería - Scott Bennett: guitarra - Jackie Bertone: percusión - Jimmy Buffett: coros - Richie Cannata: saxofón - Tom Chaffee: guitarra - Christopher Cross: coros - Larry Franklin: violín - Bruce Johnston: coros - John Larson: trompeta - Greg Leisz: guitarra | - Bob Lizik: bajo - Paul Mertens: clarinete, flauta, saxofón, violín y percusión - Jim Peterik: guitarra - Michael Rhodes: bajo - Brent Rowan: guitarra, mandolina y sitar - Timothy B. Schmit: coros - Todd Sucherman: batería - Joe Thomas: acordeón, órgano, percusión, piano y vibráfono - Jay Trtan: bajo |

## Posición en listas
| País           | Lista           | Posición |
| -------------- | --------------- | -------- |
| Estados Unidos | Billboard 200   | 88       |
| Reino Unido    | UK Albums Chart | 30       |